# Елиъс Ригс
Елиас Ригс или Елиъс Ригс (на английски: Elias Riggs, Илайъс Ригс) е американски презвитериански мисионер, лингвист и преводач. Спомоществовател на българското книгоиздаване през възраждането, той допринася за успешното издаване на първия пълен превод на Библията на новобългарски зеик през 1871 г. 

## Биография
Елиас Ригс е роден през 1810 година в Ню Провидънс, щата Ню Джърси, и през 1829 година завършва „Амхърст Колидж“. По време на престоя си, като мисионер в Османската империя, той в значителна степен допринася за българското Възраждане. Той има особен принос в работата по превода на Стария Завет и впоследствие на Новия Завет, които през 1871 година са публикувани заедно. Именно това издание на Библията довежда до окончателното налагане на източния български говор като основа на книжовния български език.
Правителството и църквата в новоосвободена Гърция първоначално сътрудничи на дейността на протестантските мисионери, но постепенно се обръща срещу тях и ограничава дейността ми по всякакъв начин. Много училища, основани от протестантите, се затварят и мисионерите напускат страната. Сред тях е и Ригс, който със семейството си се преселва в Смирна, за да подпомага там образователната и издателска дейност на гръцки език. Там той установява, че в повечето места из Османската империя, за които се смятало, че са населявани с гърци, всъщност живеят българи, постоянно подложени на елинизация.
В Смирна се запознава с Константин Фотинов, от когото научава български език и заедно с когото съставя „Бележки за граматиката на българския език“, предназначени за обучението по български на други американски мисионери. Чрез Фотинов се свързва с Христодул Костович и Петко Славейков.  С тях и заедно с Албърт Лонг той поставя началото на дългогодишния проект за пълен превод на Библията на новобългарски, който завършва успешно с нейното отпечатване през 1871 година. Самият Ригс превежда на английски и издава в Съединените щати няколко български народни песни от сборника на братя Миладинови.
Самият той научава български, редактира и пише литература на български и многократно пътува из областите Македония, Южна Румелия (Тракия) и България (Мизия). Лично се въвлича и в борбите на българите в Цариград за самостоятелна българска църква. Така със своята дейност и изявления Ригс взима участие в преговорите за определяне на етническата граница между българи и гърци в Османската империя, в резултат на тези преговори християнското население на север от линията Сяр – Воден в Македония е било признато за преобладаващо българско. Впоследствие, през 1876 година на Цариградската конференция, Великите сили признават тази граница и в съответствие с нея определят етническите български територии.
Умира през 1901 година в Цариград.

## Други
Връх Ригс на остров Смит, отнасящ се към Южните Шетландски острови, е наречен на негово име.